# Hanka Krawcec

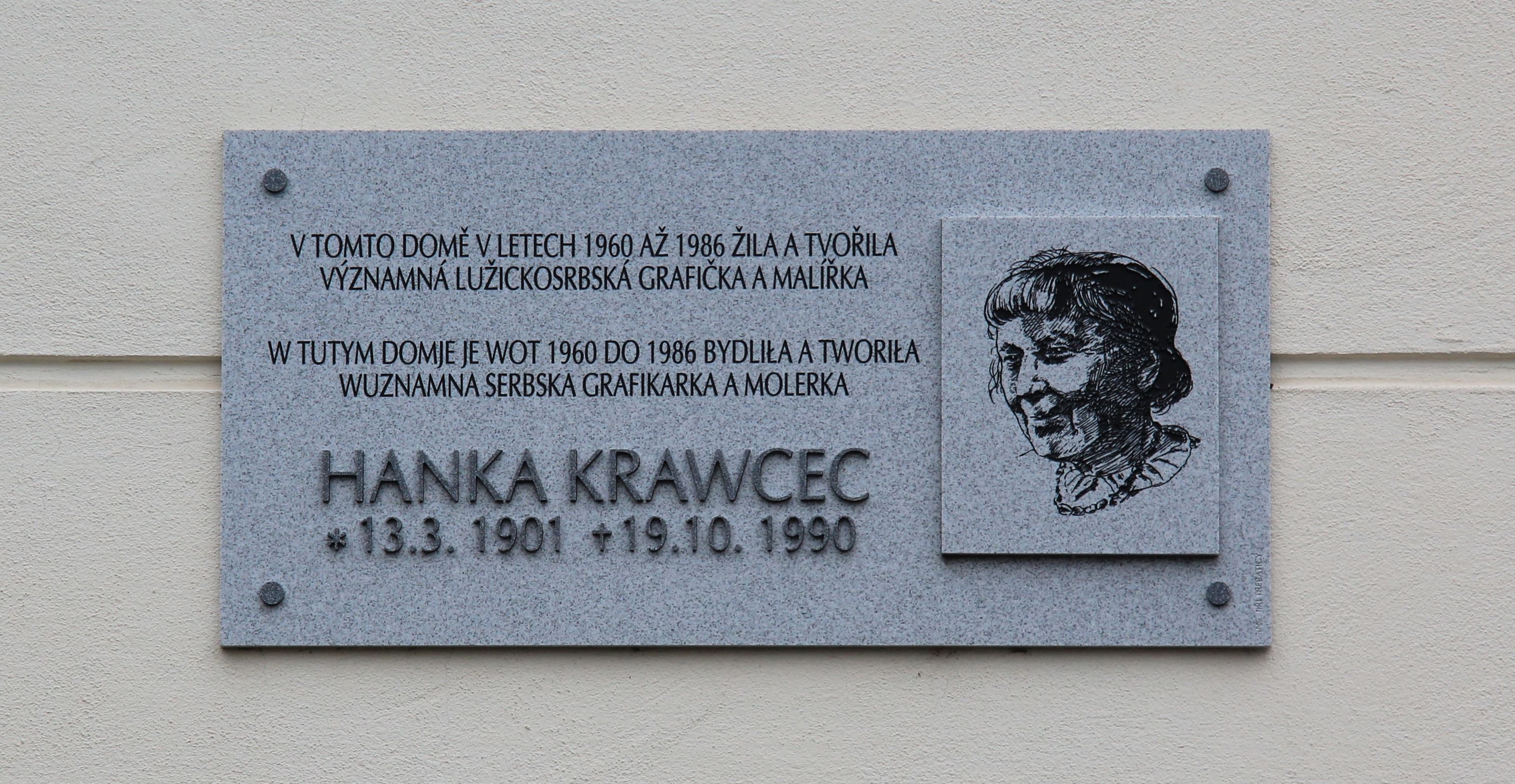
Pamětní deska na domě, kde ve Varnsdorfu žila a tvořila Hanka Krawcec

Hanka Krawcec (13. března 1901, Drážďany, Německé císařství – 19. října 1990, Filipov (Jiříkov), Československo) byla lužickosrbská výtvarnice – grafička a malířka.

## Život
Narodila se v Drážďanech jako dcera lužickosrbského skladatele Bjarnata Krawce. Vyrůstala v uměleckém prostředí plném hudby a zpěvu a po matce zdědila výtvarný talent. Navzdory nesouhlasu otce, který chtěl, aby se stala sekretářkou, si prosadila své přání stát se malířkou.
V roce 1916 nastoupila na dvouletou uměleckou přípravku v Drážďanech, poté pokračovala studiem na Uměleckoprůmyslové škole u Arnolda Dreschera a Georga Ehrlera. Po jeho dokončení se vyučila umělecké knižní vazbě v nakladatelství Steingräber v Lipsku.
V letech 1922–1924 pracovala jako prodavačka. Na konci roku 1924 získala stipendium Lužického semináře a začala studovat na Umělecko-průmyslové škole v Praze. Docházela do speciální třídy užité grafiky k profesoru Františku Kyselovi a navštěvovala večerní hodiny aktu u profesora Karla Špillara. V Praze se setkala s významnými osobnostmi české meziválečné kultury, např. V. V. Štechem, E. F. Burianem nebo Maxem Brodem, seznámila se tu i s dílem Mikoláše Alše, který se stal jejím největším uměleckým vzorem. Během studia také krátce pobývala také v Paříži.
Po návratu do Německa (1928) pracovala do konce 2. světové války v reklamním ateliéru Egona Judy v Berlíně, kde získala cenné zkušenosti v reklamní grafice, knihařství a modelářství. Tehdy se také úspěšně zhostila grafického zpracování propagace a realizace velké výstavy čínského umění v berlínské Akademii věd. V hlavním městě Německa žila celkem 18 let a během války zde zažila nálety i čelila nacistickým represím.
Po válce působila v Budyšíně jako grafička organizace Domowina, která usilovala o zachování národní identity Lužických Srbů uprostřed Německa. Připravovala propagační materiály, plakáty a různé pozvánky, navrhla i oficiální symbol organizace – stylizovanou třílistou lípu, která se v základní formě používá dodnes.
V roce 1947 přesídlila za otcem do Varnsdorfu a zůstala zde až do roku 1986. V roce 1948 požádala o československé státní občanství, které o rok později získala. Roku 1949 také vstoupila do liberecké pobočky Svazu československých výtvarných umělců. V letech 1953–1955 pracovala ve Varnsdorfu jako pokladní, dále se ale věnovala i výtvarné činnosti. Přivydělávala si prodejem drobných grafik a vytvářela první ex libris. Stále také přijímala umělecké objednávky od Domowiny a dalších lužickosrbských institucí a střídavě pracovala pro organizace i soukromé osoby na obou stranách hranice. Mimo vlastní výtvarnou činnost učila nadané děti nebo předváděla různé výtvarné techniky v hodinách výtvarné výchovy na základní škole.
Výtvarné práci se intenzivně věnovala až do roku 1985. V lednu 1986 onemocněla těžkým zápalem plic a byla hospitalizována v nemocnici v Ústí nad Labem a později v léčebně v Krásné Lípě. Od roku 1988 pobývala v Domově důchodců ve Filipově, kde 19. října 1990 v osamění zemřela.

## Dílo
Autorka grafických listů, ilustrací, užité grafiky (plakáty, diplomy, exlibris, loga), maleb (kvaš, tempery, malba na skle) a návrhů loutek. Za nejvýznamnější je považován grafický cyklus Člověk by člověku světlem měl být (1961–1975).
Její dílo je zastoupeno ve sbírkách Národní galerie v Praze, Národního muzea ad. Značná část jejího díla je uložena ve varnsdorfské pobočce Oblastního muzea Děčín a v Lužickosrbském muzeu v Budyšíně (Serbski muzej, Budyšin). Je považována za první profesionální lužickosrbskou výtvarnici.